# 西游记角色列表
本列表記載由吳承恩撰寫的中國古典神怪小說《西遊記》中角色。《西遊記》描述唐代高僧唐三藏和他的徒弟孫悟空、豬八戒、沙和尚及白龍馬跋山涉水、遠赴天竺取得佛經的歷險故事。他們在旅程中經常與妖魔鬼怪對戰，亦經常受到仙、佛、菩薩的協助，而此列表中的各路神仙是依據祂們在《西遊記》的歸屬來劃分的，和實際上的宗教情況不見得一致。此外，包括唐三藏在內，《西遊記》中亦出現許多基於史實的人物，但書中對這些角色的描述與史實不盡相符。

## 唐僧師徒

### 孫悟空
孫悟空孕育自一顆位於東勝神州花果山上的靈石，牠吸納日月精華後破石而出，率領眾猴在花果山稱王，被敬拜為「美猴王」。牠因見到其它猴子老死而興起求得長生不死之法的念頭，便前往斜月三星洞拜須菩提祖師為師。須菩提祖師賜牠「孫悟空」之名，授他七十二般變化之法和筋斗云。孫悟空回到花果山後發現自己的猴子猴孫遭混世魔王打倒，他靠著法術收拾了魔王，並訓練餘下的猴眾，由於苦無稱手兵器，他便進入海龍宮內向東海龍王要得如意金箍棒，又強取上好盔甲。後來他因陽壽已盡，便大鬧地府、竄改生死簿。惹事的孫悟空引起天庭注意，玉皇大帝念在孫悟空是天生地養，便招安他做弼馬溫，但孫悟空因嫌官小受騙受辱，便下凡回花果山。他打敗了三太子哪吒。後被天界二度次招安並封為「齊天大聖」此一閒差。之後，他因閒來無事便偷吃蟠桃、御酒、仙丹等各種寶物，加上自己原本的石頭身體，成了刀槍不入、水火難攻的強者，縱使玉皇大帝動用十萬天兵都無法收服。在孫悟空與二郎神纏鬥時，他被太上老君趁隙擒拿，並封於煉丹爐中連燒七七四十九日。但火沒有把孫悟空燒死，反而使他練就火眼金睛。孫悟空出來後繼續大鬧天宮，被釋迦如來壓於五行山下五百年。五百年後，唐三藏遠赴天竺取經，路過五行山時救下孫悟空並收之為大弟子。唐三藏為了駕馭他便讓他戴上金箍，並透過唸咒來懲罰他。取經路上，孫悟空機智勇敢、神通廣大，他降妖伏魔、屢建奇功，然而數次被師父唐三藏誤解、受到緊箍咒的懲罰，兩度被逐出師門。師徒歷經了八十一難，終於大功告成。最終在取得佛經後，孫悟空修得正果被封為鬥戰勝佛。

### 唐三藏
唐三藏其原型是唐代僧侶玄奘。在小說裡的他俗姓陳，自小出家、成了佛教僧侶。他實際上是如來佛祖的弟子羅漢金蟬子轉世，不過他並不知情。他被派往天竺取得大乘佛經，以便佛法能在中國傳揚，由於唐三藏無法保護自己，唐太宗便令兩名隨從侍其左右。但他的兩名隨從在離開長安不久後就遭妖怪所殺，觀音菩薩現身告訴唐三藏，他將會在旅途中遇見三名有力的徒弟。在旅途中，唐三藏不斷地被妖魔鬼怪侵擾，妖怪都希望可以吃到唐三藏的肉，因為吃下他的肉可以長生不老。最終在取得佛經後，唐三藏修成正果被封為旃檀功德佛。

### 豬八戒
豬八戒，法號豬悟能。他原為天界率領八萬兵馬的天蓬元帥，後來因酒醉後調戲嫦娥而被貶入凡間，轉世成了豬臉人身的怪物，名為豬剛鬛。當唐三藏與孫悟空來到高老庄時，他們得知高老庄長老的女兒被豬剛鬛強行逼婚，於是孫悟空便變化成該名女子，打倒豬剛鬛。當豬剛鬛得知孫悟空是唐三藏的弟子後，便主動投入三藏門下，並告知三藏自己也被觀音菩薩告知必須以協助三藏取經來贖罪。豬八戒懂得天罡三十六般變化，手持九齒釘耙作為武器。在旅途中，他好色、懶惰、窩囊的種種表現不時拖累師徒，更屢屢陷唐三藏於生死關頭，但他偶爾也有優異的表現。最終在取得佛經後，豬八戒被封為淨壇使者菩薩。

### 沙和尚
沙和尚如同豬八戒一樣，沙和尚原本也是天界的一名將軍。他本是捲簾大將，但因為不小心打破花瓶而讓他受到玉皇大帝的懲罰，被貶入凡間後、他成了吃人妖怪。他住在流沙河（今開都河）中，襲擊渡河船隻。沙悟淨的武器是降妖寶杖（小說中描述類似擀麵杖，但在電視中常常被錯誤地用月牙鏟代替），他在吃人之後會將它們的頭骨收集起來，無聊的時候把玩它們。後來觀音菩薩告訴他、將會有位從東土而來的唐僧路經此地，觀音要他拜唐僧為師。當唐僧和他的弟子來到流沙河時，沙和尚和孫悟空、豬八戒大打出手，當他得知他們是唐僧的弟子後，便拜唐僧為師共赴天竺。在旅途中，沙和尚沉默寡言、安分守己，儘管他在戰鬥上的表現不如兩位師兄，但他是三名徒弟中對唐僧最忠誠有禮的。最終在取得佛經後，沙和尚被封為八寶金身羅漢菩薩。

### 白龍馬
白龍馬本是西海龍王敖閏的第三太子，雖是唐僧徒弟，但小說中未出現其名，也沒有法號，他因為縱火燒了龍宮殿上的明珠而遭處死刑，後被觀音菩薩救下，命其在蛇盤山等待唐僧西天取經。當唐僧路經當地時，誤食唐僧坐騎。被唐僧收服後，鋸角退鱗，幻化為其跨下白馬代替原先坐騎，共同前往西天取經。他在旅途中最醒目的表現是當唐僧及其它師兄弟都被奎木狼捉拿時恢復龍形與奎木狼纏鬥。最終在取得經書後，恢復龍形被封為八部天龍廣力菩薩。

## 佛教角色

### 如來佛祖
其原型是佛教中的釋迦牟尼佛。祂住在西方極樂世界的大雷音寺，在孫悟空大鬧天宮被雷將圍困時，玉皇大帝請如來佛祖制服孫悟空，孫悟空自以為能逃得過如來佛祖的手掌心，卻被祂的手掌幻化成的五指山壓下、五百年不得翻身。在唐僧師徒的旅途中，孫悟空偶爾會因為敵不過妖魔，而向如來佛祖討救兵。在師徒抵達天竺後，祂將大乘佛經交付唐僧，讓他帶回東土。
- 燃燈古佛：燃燈佛祖。發現阿難、迦葉傳的乃是無字經書，便派出白雄尊者告知唐僧此事。
- 弥勒佛：東來佛祖。收伏小雷音寺的黃眉怪。

### 菩薩

#### 觀音菩薩
住在南海普陀洛迦山中。在唐僧師徒的旅途中，孫悟空偶爾會因為敵不過妖魔，而向觀音菩薩討救兵，是小說中出場最多的佛教人物。偶以不同的形象出現，例如魚藍觀音等等，但大多為楊柳觀音的形象出現。小說中明确设定觀音为女相，例如第10回、第12回皆称其为“女真人”，第35回孫悟空曾譏笑其“該他一世無夫”，与正统佛教叙述有别。

#### 文殊菩薩
文殊菩薩的形象，通常是手持慧劍，騎乘獅子，比喻以智慧利劍斬斷煩惱，以獅吼威風震懾魔怨。文殊菩薩的坐騎為青獅（《封神演義》中的虯首仙），偷下界在獅駝嶺作怪，為獅駝嶺三怪的老大。

#### 普贤菩萨
普賢菩薩的坐騎是六牙白象（《封神演義》中的靈牙仙），白象代表願行殷深。普賢菩薩的坐騎六牙白象偷下界，在獅駝嶺作怪，為獅駝嶺三怪的老二。

#### 地藏王菩薩
幽冥教主，居住於地府超度亡魂。佛法精深曾發願“地獄不空，誓不成佛”。座下神獸諦聽，能洞察三界之事，參與指認真假孫行者。

#### 國師王菩薩
住在南贍部洲盱眙山蠙城(即泗洲)的菩薩，有徒弟小張太子和四大神將，曾降伏水母娘娘/水猿大聖 (原型為無支祁)。

### 其他
- 菩提祖師：須菩提原型為佛教人物，但小說中對其描寫與道教人物較為類似。
- 烏巢禪師：授予玄奘《心經》。在《大唐三藏取經詩話》中，是由定光佛授予玄奘《心經》。[1]
- 阿难、伽叶：如來弟子。在將經交給唐僧四眾時索要“人事”，被拒後傳授無字經書給唐僧師徒。
- 灵吉菩萨：收伏黃風怪。有法寶定風丹能克制芭蕉扇。
- 毗蓝婆菩萨：昴日星官的母親，真身不明。居住於紫雲山千花洞，受悟空求救，用昴日星官用眼睛煉成一根繡花針，破了百眼魔君的法術，亦將其收服。
- 鬼子母：佛教中，她原只是一個食人的夜叉，後來接受佛法，成为一位护法天神。小说中，她作为二十四诸天之一。当孙悟空败于红孩儿而到普陀山向观音求救，鬼子母禀报情况给观音。在雜劇《西遊記》中，鬼子母為紅孩兒的母親，而紅孩兒真實身分則為愛奴兒。[2]
- 二十四诸天：佛教中的二十四位護法。小说中，二十四诸天作為保護普陀山的守護神、以及作為觀音的門徒、聽她闡述佛法。
- 八大金刚：也称八大明王。守衛靈山大雷音寺。
- 四大天王：至胜金刚、泼法金刚、大力金刚、永住金刚。守衛靈山大雷音寺。
- 十八罗汉
- 一十八位護教伽藍：记载于《七佛八菩萨大陀罗尼神咒经》：“护僧伽蓝神斯有十八人各各有别名。一名美音。二名梵音。三名天鼓。四名巧妙。五名叹美。六名广妙。七名雷音。八名师子音。九名妙美。十名梵响。十一名人音。十二名佛奴。十三名叹德。十四名广目。十五名妙眼。十六名彻听。十七名彻视。十八名遍观。”

## 道教角色

### 玉皇大帝
玉皇大帝簡稱玉帝，是統領三界的掌握最高權力的神明，其住所為靈霄寶殿。小说中称祂歷經一千七百五十劫。每劫該十二萬九千六百年。性格嚴肅、懲處嚴厲但不失人情。在央视版电视剧中被污蔑为蛮不讲理（凤仙郡部分）、躲到桌子底下（第三集大闹天宫部分），完全违背原著。

### 三清道祖
三清道祖指的是道教中的最高三位神明，即玉清元始天尊、上清靈寶天尊、太清道德天尊，合称为“三清”或“三清道祖”。

#### 道德天尊
道德天尊又称太上老君，小說中居於離恨天兜率宮（實際上兜率為印度詞彙，道教中太上老君居於太清聖境）。孫悟空因大鬧天宮，被太上老君的金剛鐲打到，因此被捕，後被放於太上老君的八卦爐內焚化，不料非但沒有被焚化，反而練就一雙「火眼金睛」，有看穿看透人事物的功力，在取經路途中，凡有妖怪化裝成凡人或神仙，都逃不過他的火眼金睛而被拆穿。後來沒被焚化的孫悟空出了八卦爐，憤而踢翻，造成八卦爐爆炸，火球與炭灰降於凡間西疆，而成為火焰山。替太上老君看管八卦爐的兩名童子下凡作亂，分别自稱金角大王和銀角大王。太上老君的坐騎是一頭青牛精，下凡作亂時自稱獨角兕大王。

### 二郎神
二郎神（楊二郎）是二郎顯聖真君，玉帝的外甥，鎮守灌江口。

#### 梅山六兄弟
梅山六兄弟是二郎神部下，包括康、张、姚、李四太尉，郭申、直健二将军。

#### 細犬
細犬是二郎神身边神兽，辅助二郎神斩妖除魔。（西遊記並無哮天犬和楊戩之稱；“哮天犬”这个称呼，最早来自《封神演义》）。

### 五德星君
五德星君，又名五炁真君，是道教中与五行相关的神灵，包括東方歲星木德星君、南方熒惑火德星君、西方太白金德星君（即太白金星）、北方辰星水德星君、中央鎮星土德星君。

### 鎮元大仙
鎮元大仙為小說虛構人物，書中將其描繪為“地仙之祖”，道場為五莊觀，觀內種有人參果樹。事實上，道教中沒有鎮元大仙這個神仙；然而，地仙是道教对那些长生不死，但没有飞升仙界的仙人的称呼。

### 王母
王母，又稱王母娘娘，是天界的女性代表，在小說中差遣七衣仙女前往蟠桃園摘蟠桃在瑤池中舉辦蟠桃聖會，在得知孫悟空攪黃了蟠桃勝會後，將此事向上稟告給玉皇大天尊。

### 其他
- 四帝，即天皇大帝、紫微大帝、長生大帝、青華大帝（太乙救苦天尊）。
- 五方五老（以下為《西遊記》說法，與道教所說的五方五老完全不同）：
  - 西天佛老、菩萨、圣僧、罗汉
  - 南方南极观音
  - 東方崇恩圣帝、十洲三岛仙翁
  - 北方北极玄灵
  - 中央黄极黄角大仙
- 驪山老母：居驪山的神仙，曾告訴悟空毗藍婆菩薩能收服百眼魔君。
- 真武大帝（蕩魔天尊）全稱為北方真武玄天上帝，又名九天降魔祖師、玄武元帥。
  - 龜蛇二將（又名太玄水精黑靈尊神、太玄火精赤靈尊神）
- 千里眼（高明）、順風耳（高覺）
- 雷公、電母、風伯、雨師、推雲童子、佈霧郎君
- 大力鬼王
- 赤脚大仙
- 太陽星君
- 太陰星君
  - 嫦娥（廣寒仙子、姮娥仙子）
- 天蓬元帥：小說中為豬八戒的前身。事實上，道教確有天蓬元帥，早於《西遊記》故事的出現。
- 捲簾大將：小說中為沙僧前身。事實上，道教沒有捲簾大將這個神明。
- 天佑元帥
- 十二元辰：子、丑、寅、卯、辰、巳、午、未、申、酉、戌、亥
- 九曜星：九曜有多個含義。小說中第五回，將九曜星與羅睺星、計都星、太陰星、太陽星、五行星等並稱，似乎此處九曜不是印度天文學中九曜的概念。
- 日遊神、夜遊神
- 托塔天王李靖
  - 金吒（太子殿下）
  - 木吒（觀世音座下徒弟惠岸行者）
  - 哪吒（三壇海會大神中壇元帥）
  - 巨靈神
- 王靈官：佑聖真君的佐使，在靈霄殿外擋住了孫悟空。
- 四大天師：張道陵、葛洪、許遜、邱弘濟
- 二十八宿
  - 東方青龍：角木蛟、亢金龍、氐土貉、房日兔、心月狐、尾火虎、箕水豹
  - 北方玄武：斗木獬、牛金牛、女土蝠、虛日鼠、危月燕、室火豬、壁水貐
  - 西方白虎：奎木狼（即黃袍怪）、婁金狗、胃土雉、昴日雞、畢月烏、觜火猴、參水猿
  - 南方朱雀：井木犴、鬼金羊、柳土獐、星日馬、張月鹿、翼火蛇、軫水蚓
- 雷霆官將：龐劉苟畢鄧辛張陶八將全名為：劉俊、苟雷吉、龐煜、畢宗遠；鄧伯溫、辛漢臣、張元伯、陶元信
- 四值功曹：包括值年神李丙、值月神黃承乙、值日神周登、值時神劉洪。
- 五方揭諦：金光揭諦、銀頭揭諦、波羅揭諦、波羅僧揭諦、摩訶揭諦
- 六丁六甲
  - 六丁：陰神玉女、丁卯神司馬卿、丁已神崔巨卿、丁未神石叔通、丁酉神臧文公、丁亥神張文通、丁丑神趙子玉
  - 六甲：陽神玉男、甲子神王文卿、甲戌神展子江、甲申神扈文長、甲午神衛玉卿、甲辰神孟非卿、甲寅神明文章
- 南斗六星
  - 第一天府宮：司命星君
  - 第二天相宮：司祿星君
  - 第三天梁宮：延壽星君
  - 第四天同宮：益算星君
  - 第五天樞宮：度厄星君
  - 第六天機宮：上生星君
- 北斗七星
  - 北斗第一陽明貪狼太星君（天樞星）
  - 北斗第二陰精巨門元星君（天璇星）
  - 北斗第三真人祿存貞星君（天璣星）
  - 北斗第四玄冥文曲紐星君（天權星）
  - 北斗第五丹元廉貞罡星君（玉衡星）
  - 北斗第六北極武曲紀星君（開陽星）
  - 北斗第七天關破軍關星君（瑤光星）
- 四海龍王，即東海龍王敖廣、南海龍王敖欽、西海龍王敖閏、北海龍王敖順。
  - 其它龙王，包括泾河龙王、井龍王等。
- 十殿閻王：秦廣王、楚江王、宋帝王、五官王、閻羅王、平等王、泰山王、都市王、卞城王、轉輪王
  - 判官崔玨：原型為唐朝詩人崔珏，小說中在唐太宗遊地府後修改了唐太宗的壽命。
- 各地城隍
- 各地土地神
- 各地山神
- 天上力士

## 反派角色

### 妖怪

#### 混世魔王
混世魔王體型高大，手持大刀，住在坎源山水臟洞。當孫悟空離開水簾洞、向須菩提祖師求教時，他強擄花果山眾猴做自己的奴隸，因而被學成歸來的孫悟空打死。

#### 寅將軍、熊山君、特處士
位於雙叉嶺的三個妖怪，寅將軍是虎、熊山君是熊罴、特處士是野牛。他們殺死並吃掉跟隨唐三藏的兩名隨從，並俘虜了唐三藏。等三個怪物離去後，太白金星救了唐三藏，並暗示唐三藏之後將會有弟子保護他上西天取經。

#### 眼看喜、耳聽怒、鼻嗅愛、舌嘗思、身本憂、意見欲
六位試圖打劫唐僧師徒的強盜，皆被孫悟空打死。

#### 金池长老、广智、广谋
金池长老是观音院的老院主。孙悟空向他炫耀唐僧的袈裟，他心起贪心，将袈裟借回房中观赏。欲占据袈裟，徒孙广智和尚提议以刀枪杀害唐僧，广谋和尚认为不妥，建议烧死唐僧师徒，金池长老于是命众僧纵火。孙悟空到南天门向广目天王借避火罩，保住师父，又吹起神风，将观音院烧成一片瓦。长老羞愧惶恐，撞墙而死。

#### 黑風怪、白衣秀士、凌虛子
黑風怪（黑熊精）位於黑風山的洞穴之中，為手持黑纓槍的漆黑大漢。他與尋常的妖怪不同，本性頗有善心，發現觀音禪院失火，便急忙去救火。然而救火途中巧見唐僧的錦襴袈裟，於是起了歹念、趁機偷走，從而和孫悟空發生衝突，最後被孫悟空和觀音菩薩用計降伏，觀音收他為守山大神。
白衣秀士（白蛇精）和凌虛子（蒼狼精）是黑風怪的朋友，皆被孫悟空所殺。

#### 黃風怪、虎先鋒
黃風怪（黄毛貂鼠精）住在黃風嶺黃風洞中，能刮起三昧神風，號稱曾以神風攪亂天庭、眾神莫可奈何。孫悟空求助靈吉菩薩，靈吉菩薩與孫悟空一起前往，並使用飛龍寶杖制服黃風怪，帶去見如來問罪。
虎先鋒（老虎精）是黃風怪的部下，被豬八戒所殺。

#### 鎮元大仙
鎮元大仙，又稱鎮元子，住在西牛賀洲萬壽山的五莊觀。他的觀裡有人參果樹，每九千年結三十個人參果，人參果形如嬰兒，聞一聞延三百六十歲，吃一顆活四萬七千年。當鎮元大仙因故出遠門時，他指示兩位徒弟清風和明月招待即將造訪的唐僧師徒，唐三藏有眼不識仙果，因此不願吃它。清風和明月覺得可惜，便吃了它，此景被孫悟空看見，便帶兩個師弟偷採人參果。清風和明月得知後痛斥孫悟空盜竊，孫悟空一怒之下搗毀人參果樹，並和唐僧等人逃離五莊觀。當鎮元大仙歸來後，他追上唐僧師徒並懲罰他們，而孫悟空則到觀音菩薩之處求得甘泉，讓樹復活。鎮元大仙轉怒為喜，與孫悟空結拜並招待眾人吃人參果。嚴格來說不算真正意義上的反派。

#### 白骨精
白骨精，又稱白骨夫人、屍魔，居於白虎嶺白骨洞中。她的原形是一具白骨，擅長尸解法。為了吃唐僧肉，她先是將自己偽裝成村婦，向唐僧師徒送毒果，由於她的能力夠強，只有孫悟空發現她是妖魔，便一棒打死她。孫悟空企圖解釋她的原形但徒勞無功，唐僧認為她是無辜的村婦，便葬了她。白骨精用尸解法逃脫，她恢復後再度變成老嫗，使唐僧相信她是方才那位村婦的母親。孫悟空再度看破她的偽裝，一棒打死她。第三次、白骨精變身成老翁，並告知唐僧師徒自己有妻女，讓誤以為她們遭到孫悟空殺死的唐僧等人感到十分內疚，這次孫悟空終於徹底打死白骨精，白骨精顯露原形後，豬八戒卻說服唐三藏、讓三藏以為是孫悟空為了不讓三藏讓自己生氣，施法將老翁的屍體變成白骨。唐三藏對孫悟空十分生氣，便將他逐出師門。此乃「三打白骨精」。

#### 黃袍怪
黃袍怪住在寶象國碗子山波月洞，真實身分是二十八星宿的奎木狼。奎木狼因為愛上玉女並企圖與她廝守，便成為妖魔進入凡間，讓玉女成了寶象國國王的第三公主百花羞。黃袍怪綁架公主並與她結婚，育有兩子。十三年後，唐僧師徒經過此地，黃袍怪捉走唐三藏，豬八戒、沙悟淨和白龍馬企圖救他，但都不敵黃袍怪。豬八戒只好到花果山找因三打白骨精而遭唐僧驅逐的孫悟空，激將他回來救唐僧。孫悟空擊退妖魔後，見妖怪頗有實力且似乎認得自己，知道不是凡間之物，便上天庭尋求幫助，一問之下才知二十八宿少了一個，下凡尋找後，發現奎木狼隱藏妖氣、躲在瀑布裡，被二十八宿帶回天庭，並看守太上老君的丹爐做為懲罰。

#### 金角大王、銀角大王
金角大王和銀角大王是住在平頂山蓮花洞的兩位魔王，擁有紫金紅葫蘆、羊脂玉淨瓶、幌金繩、七星劍和芭蕉扇這些法寶。祂們捉住唐僧師徒，並招來峨嵋山、須彌山、泰山壓住孫悟空。孫悟空在山神的幫助下脫逃，並用詭計騙得法寶，將魔王關在葫蘆裡，讓其化成膿水而死，並放了唐三藏和師弟。當他們準備踏上西行路時，太上老君出現並告知孫悟空那兩位魔王分別是替自己看管金爐的金童子與銀爐的銀童子。
太上老君表示這兩名童子偷了他的法寶後來到了凡界作亂。孫悟空指責老君沒有管好自己的人，老君聽聞後急忙改口是觀世音菩薩向他借人來試驗唐僧一行人是否有真心去取經。孫悟空將法寶歸還後，太上老君復活二位弟子並帶回到天界。
壓龍山壓龍洞的九尾狐狸是兩位大王投胎後的母親，被孫悟空打死。

#### 狐阿七大王
狐阿七大王（狐狸精）是金角與銀角的叔叔，被孫悟空打死。

#### 獅猁怪
獅猁怪的真實身分是文殊菩薩的坐騎・青獅子。他淹死烏雞國國王並假冒他三年，而國王的靈魂托夢給唐三藏求他協助。孫悟空打倒他之後，本想殺死他，但被文殊菩薩阻止，文殊菩薩同時告訴他們這是給師徒的考驗。而烏雞國國王之所以死是他先前抓起文殊菩薩並丟進水裡，對文殊菩薩不敬的報應。

#### 紅孩兒
紅孩兒是牛魔王與鐵扇公主的兒子，由於牛魔王與孫悟空是結拜兄弟，因此紅孩兒是孫悟空的義姪。紅孩兒自稱聖嬰大王，能吐三昧真火，此火不同於凡火，能嗆暈孫悟空。他捉走唐三藏後與孫悟空大戰，豬八戒欲搶功勞而導致紅孩兒趁勢逃脫，後來利用火車吐火擊暈孫悟空，孫悟空不敵之下便找觀音菩薩助陣。觀音菩薩用寶刀化成蓮花寶座收服紅孩兒，並用緊箍制服了他，收他作善財童子。

#### 鼉龍
鼉龍的真實身分是涇河龍王的九太子、西海龍王敖順的外甥，武器是竹節鋼鞭。在母親過世後，霸佔衡陽峪黑水河神府，並偽裝成船夫襲擊唐三藏和豬八戒，打算宴請西海龍王吃唐僧肉。孫悟空從黑水河神得知其身世後，立刻前去西海，並順勢打死中途遇到要送簡帖給敖順的鼉龍部下黑魚精，拿著簡帖當證據問罪。西海龍王知曉後，趕緊派長子摩昂太子支援，將鼉龍擊敗後帶回西海。

#### 虎力大仙、鹿力大仙、羊力大仙
三名偽裝成道教方士的凡間妖魔。他們擅長五雷法等玄門法術，用呼風喚雨的神通取得了車遲國國王的信賴，因此成為國師並慫恿車遲國國王尊道滅僧。他們的原形就如同名字，分別是黃毛老虎、白角鹿和花斑羚羊。孫悟空與他們三個連番鬥法，最終將他們一一打倒，虎力大仙被斬首，鹿力大仙被分屍，羊力大仙則是被油炸。

#### 靈感大王
靈感大王為住在通天河裡的妖怪，真實身分為普陀山蓮花池的金魚，因為聽了觀音說法而有了力量便下凡作惡。能夠在一晚之內，將寬度800里、長度連孫悟空都看不見盡頭的通天河凍成冰河。
他要脅住在河岸的村民每年必須供奉一對童男童女，以保風調雨順、否則降災。孫悟空和豬八戒偽裝成童男童女並偷襲他，靈感大王不敵孫悟空而躲了起來，孫悟空便找上觀音菩薩協助。最後由觀音用魚籃收回妖怪後帶回了池塘。

#### 獨角兕大王
獨角兕大王的真實身分是太上老君的坐騎・青牛。他盜取了老君的金剛琢下凡作亂，並住在金兜山金兜洞，使一把點鋼槍。
獨角兕大王抓住唐三藏和除了豬八戒以外的徒弟。孫悟空在與他的戰鬥中失去金箍棒，便找來眾多幫手相助，但包括李靖、哪吒、火德星君和十八羅漢都接連敗陣並失去他們的法寶。獨角兕大王最終被太上老君收服並帶回。

#### 如意真仙
如意真仙是牛魔王的兄弟，因此紅孩兒是他的姪子。他住在女兒國解陽山聚仙庵，唐僧師徒造訪女兒國時因無意間喝了泉水而懷孕，唯一的解決方式是喝下落胎泉，而落胎泉歸如意真仙管轄。如意真仙最終被孫悟空擊敗。

#### 女兒國國王
女兒國國王是西梁国的統治者，該國只有女人。當唐僧到達此國時，她得知唐三藏乃是大唐朝的御弟，便欲与唐僧结亲。在孫悟空的建言下，唐三藏假意答应與她結婚，并在送三个弟子出城时与徒弟一同离开。嚴格來說不算真正意義上的反派。

#### 蠍子精
蠍子精是以毒敵山琵琶洞為據點的女妖精，原形是琵琶来大小的蠍子。她修習道術多年，曾經在雷音寺聽佛祖說法，佛祖见她不合，用手推了她一把，反被她尾巴上的倒馬毒鉤扎伤，便命金刚拿她，她便逃到了琵琶洞。蠍子精捉走了唐三藏並企圖與她成亲，又和孫悟空及豬八戒大戰，再度用倒馬毒戰退孫悟空和豬八戒，連孫悟空都不解此毒是如何在不留傷口的情況下，穿過自己的金剛不壞之身，最終被昴日雞星官所殺。

#### 六耳獼猴
六耳獼猴是不在周天十類的混世四猴之一，而其他三種是靈明石猴、赤尻馬猴和通臂猿猴。他有著和孫悟空一模一樣的外貌和神通，他偽裝成孫悟空並偷走唐僧師徒的行李。真假孫悟空大戰許久後仍不分高下，便請天界眾仙評判孰真孰假，但沒有人能區別兩者，直到被如來佛祖識破（地藏菩薩的坐騎諦聽也能分辨，但因對其感到懼怕而沒說），假悟空變回六耳獼猴後被孫悟空打死。

#### 牛魔王
牛魔王住在積雷山摩雲洞，在孫悟空自號齊天大聖之時，他和孫悟空及另外五個魔王結拜為兄弟，並自號「平天大聖」。他的妻子是鐵扇公主，育有一子紅孩兒。當唐僧師徒抵達火焰山時，孫悟空為了熄滅火焰山的火便偽裝成牛魔王騙走鐵扇公主手中的芭蕉扇，而真正的牛魔王出現之後對此勃然大怒，他偽裝成豬八戒反過來騙回芭蕉扇。在孫悟空、豬八戒與牛魔王大戰之時，牛魔王現出了原形，為一頭肩高800丈、體長千餘丈的白色公牛，逼得孫悟空以「法天象地」與之交戰，是全書唯二能讓孫悟空使用「法天象地」招式的強敵(另一是二郎神)。兩方戰鬥震撼天地、驚動眾神，引來金頭揭諦、六甲六丁、護教伽藍、李天王、哪吒等前去相助。牛魔王被打倒後，被哪吒帶回天庭，聽後玉皇大帝發落。
牛魔王的坐騎為璧水金睛獸，遭孫悟空奪去。

#### 鐵扇公主
鐵扇公主（又稱羅剎女）是牛魔王的妻子，持一把芭蕉扇，此扇能暫時滅去火焰山之火。孫悟空第一次借扇不成就鑽入她的腹中大鬧，逼其就範後卻發現得到的是一把假扇子。第二次變成她夫君牛魔王的模樣終於騙得了真品。

#### 玉面公主
玉面公主為狐狸精 ，為萬年狐王的女兒、牛魔王的妾侍。玉面公主家財萬貫，富甲一方。最後遭豬八戒所殺。玉面公主在《後西遊記》中復活，並與牛魔王育有一子‧黑孩兒。

#### 萬聖龍王
萬聖龍王住在祭賽國亂石山碧波潭，他把他的女兒萬聖公主嫁給九頭蟲，之後和女婿一起降下血雨，再盜走金光寺佛寶舍利子。而國王誤以為竊盜舍利子的是在場的僧侶，便開始囚禁他們。孫悟空發現真相後，與豬八戒一起殺死龍王及其親眷，奪回了舍利子，並將龍婆囚禁於金光寺塔頂。

#### 萬聖公主
萬聖公主是萬聖龍王的女兒，他從西王母那裡偷走九葉靈芝草。最終被豬八戒所殺。
奔波兒灞和灞波兒奔是九頭蟲的隨從，他們的原形是鯰魚和黑魚。在舍利子被偷後，他們留在寶塔裡，孫悟空擊敗他們並從他們口中問出舍利子下落。

#### 九頭蟲
九頭蟲，又稱九頭駙馬，他神通廣大手持月牙鏟，被萬聖龍王的女兒招為夫婿，並與岳父一起盜走舍利子。孫悟空找來二郎神相助，九頭蟲的一個頭被細犬咬下，敗逃北海而去不知所蹤。

#### 樹精
在荊棘嶺木仙庵上有一群樹精，為首的四個化成老翁模樣，分別是勁節十八公（松）、孤直公（柏）、凌空子（檜）、拂雲叟（竹），此外還有杏仙（杏）和赤身鬼（楓）。他們欲強擄唐僧和杏仙成親，被豬八戒打殺。唐三藏譴責豬八戒濫殺無辜，而孫悟空解釋道這是為了防患於未然。

#### 黄眉大王
黃眉大王的真實身分是替彌勒菩薩奏樂的童子，但趁著主人不注意下凡為妖，並偷走人種袋和金鐃。武器為短軟狼牙棒。黃眉大王造了一個假雷音寺引唐僧等人進入，孫悟空雖早已發現有詐，卻被黃眉搶先困在金鐃裡，爾後黃眉的小妖們迅速捉拿住唐僧等人。孫悟空無法從金鐃中逃離、即使找來天兵天將也撬不開，最終是亢金龍以角鑽進縫隙，孫悟空用金箍棒化為鑽頭在龍角鑽洞，並變成芥菜子黏在龍角孔洞上脫困，一出來便將金鐃打碎。再次交戰數番，黃眉大王把孫悟空找來的幫手全都用人種袋吸了進去，就在孫悟空束手無策時，彌勒菩薩及時現身，給予孫悟空「禁」字吸引的咒法，能讓黃眉不自覺前行而忘記使用人種袋；並要孫悟空吸引黃眉後，變成一顆熟瓜、自己則假扮瓜農。毫無防備的黃眉大王吃下假瓜後，孫悟空在他的肚子裡折騰他，迫使黃眉大王投降、後被彌勒菩薩帶回西天，金鐃也被彌勒菩薩修復。

#### 蟒蛇精
蟒蛇精是位於七絕山駝羅庄的大蟒蛇，長達八百里，但沒有幻化成人形的能力。蟒蛇精吃了當地的許多人畜，並擊殺前來收服自己的道士和和尚，後被孫悟空與豬八戒追著打，偷襲吞食孫悟空，反遭孫悟空進入他的肚裡戲耍後所殺。

#### 賽太歲
賽太歲的真實身分是觀世音菩薩的坐騎・金毛犼。他下凡為妖，居住於朱紫國麒麟山，使一把宣花鉞斧，並持有一套紫金鈴，能使火、煙和沙塵。他強擄金聖宮娘娘並逼她嫁給自己。他最終被觀音收回。曾有一個部下叫有來有去，頗有善心，被孫悟空打死，之後孫悟空變成其樣貌，到獬豸洞哄騙賽太歲。

#### 蜘蛛精
蜘蛛精是居住於盤絲嶺盤絲洞的七姊妹。唐三藏在當地化緣時遇上了蜘蛛精，當三藏發現她們是妖魔時為時已晚，蜘蛛精從肚臍裡噴出蜘蛛絲擄獲了唐三藏，但他們敵不過孫悟空，全被孫悟空所殺。

#### 百眼魔君
百眼魔君（大蜈蚣），又稱多目怪，偽裝成道士並棲身於黃花觀。百眼魔君身上的千隻眼能發出讓人動彈不得的金光。他更是蜘蛛精的師兄，百眼魔君將唐僧師徒擄走，孫悟空抓住七位蜘蛛精。孫悟空本打算交換人質，但百眼魔君貪圖唐僧肉而拋棄師妹們，於是孫悟空打死蜘蛛精，與百眼魔君戰鬥，百眼魔君武功不如孫悟空，利用金光圍困孫悟空，孫悟空變成穿山甲逃了出來，並得到黎山老母指引，找上昴日星官的母親毗藍婆菩薩，用繡花針把蜈蚣挑了起來，帶回紫雲山千花洞。

#### 青毛獅子、黃牙老象、大鵬金翅鵰
身居獅駝嶺獅駝洞，統率4萬7~8千隻妖怪的三個結拜妖王。孫悟空從他們的手下小鑽風口中打聽到了這三名妖怪的情報。
青毛獅子是文殊菩薩的坐騎・青毛獅，武器是鋼刀，號稱能讓自己的身子長到撐開天堂、或縮小成種子般大。曾因為沒有被王母蟠桃宴邀請而在南天門大鬧，吹噓把十萬天兵都吞進肚子裡。青獅與孫悟空交戰，發現鋼刀無法對孫悟空造成任何傷害，便一口吞下孫悟空，反而受不了孫悟空在肚子裡大鬧，決定依大鵬建議，同意讓他出來並企圖趁隙咬死孫悟空，但被伸長的金箍棒打斷大牙。孫悟空出來之後變出長繩綁住青毛獅子的心臟，因而制伏了他。後被文殊菩薩收回。
黃牙老象是普賢菩薩的座騎・六牙白象，武器是長矛。有能捕捉敵人的長鼻子，曾利用此招抓住豬八戒和沙悟淨，但也一度被孫悟空以金箍棒戳鼻破解，吃痛敗北遭俘虜過，被唐僧釋放回洞。後被普賢菩薩收回。
大鵬金翅鵰是輾轉被奉為佛母・孔雀的兄弟，武器是方天畫戟、擁有快速飛行的特長，有著雲程萬里鵬之稱，搧一翅就有九萬里，兩搧就能趕過孫悟空的筋斗雲。他還有一口陰陽二氣瓶，要三十六人按天罡之數才擡得動，只要聽聞人語，就會在瓶中釋放烈焰，火焰熱度連避火訣也難擋，孫悟空就曾被丟進瓶中，但用救命毫毛鑽開了瓶子。原霸佔獅駝國，吃盡全國百姓，欲吃唐僧肉卻畏懼孫悟空的實力，於是和附近住在獅駝洞的青獅、白象結義，一同商量對付孫悟空。後被如來收回，並遭如來抽筋、不得飛翔。

#### 白鹿精、白面狐狸精
白鹿精的真實身分是壽星的坐騎・白鹿。白鹿下凡為妖，與白面狐狸精偽裝成父女誆騙比丘國國王，被迷惑的國王娶白面狐狸精為妻，因此白鹿精成了國丈。在白面狐狸精的採補下，國王一病不起，白鹿精告知他只要吃1111個童子的心就能痊癒，當唐僧師徒造訪當地時，白鹿精又告知國王唐僧一人的心可抵1111個童子的心，於是國王下令捕捉唐三藏。孫悟空把1111名童子救出之後，得知了妖怪原形。白面狐狸精被豬八戒所殺，而白鹿精被壽星收回。

#### 地涌夫人
地涌夫人（金鼻白毛老鼠精）有三百年道行，曾偷吃過靈鷲山的香花寶燭，並自稱為半截觀音，因而遭到李靖和哪吒俘虜。本來要被處死，但佛陀告訴他們要慈悲為懷，因此饒了他一命，地涌夫人因此認李靖作義父。地涌夫人後來以陷空山無底洞為據，當唐僧師徒等人經過當地時，地涌夫人魅惑唐僧，但遭孫悟空識破真身。孫悟空找到李靖和哪吒治他，把他帶回天界。

#### 滅法國國王
滅法國國王憎恨佛教徒，他曾發誓要殺一萬個佛教僧侶，當唐僧師徒四人到達該國時，他已殺死9996個僧侶，於是唐僧師徒躲進客棧的大櫃子裡避難，但客棧在夜半時遭竊，大櫃子成了呈堂證供，唐僧等人行蹤敗露、即將處斬。孫悟空趁著夜半把國王和王室的頭髮全剃光、宛如僧侶，隔日國王醒來發現自己鑄下大錯，便誠心悔改並將國名改為欽法國。

#### 南山大王
南山大王（艾葉花皮豹子精）是位於隱霧山折岳連環洞的妖魔，使一條鐵杵。力量雖比不上其它妖魔，但卻十分詭詐。南山大王使出「分瓣梅花計」，派遣三個小妖變化成自己的模樣，先後出現並誘使孫悟空、豬八戒和沙悟淨離開唐三藏，而且是往三個不同的方向分開，最終再親自出馬捉唐三藏。他最終被孫悟空打倒並遭豬八戒所殺。

#### 九靈元聖
九靈元聖的真實身分是太乙救苦天尊的坐騎・九頭獅。因為負責照顧獅子的童子不小心偷喝了天尊的輪迴瓊液，所以沉睡了三天（相當於人界三年），九頭獅子便捉住機會逃至下凡作亂，以玉華國竹節山九曲盤桓洞為據點。他和其它妖魔不同，原本並不傷人，也不想吃唐僧肉，但黃獅精與唐僧一行發生衝突，故決定出馬幫助，以真身抓住唐僧一行和玉華國的國王與王子。最終被太乙救苦天尊收服並帶回天界。

#### 黃獅精
黃獅精位於豹頭山虎口洞，使一手四明鏟，他是九靈元聖的徒孫，個性貪婪，偷走孫悟空、豬八戒和沙悟淨的武器，打算辦釘鈀宴。因惱恨孫悟空一行取回武器後，順勢剿滅手下小妖，於是向九靈元聖訴苦，並召集妖怪大軍攻打玉華國，最終被孫悟空殺死。

#### 九靈元聖的徒子徒孫
位在竹節山九曲盤桓洞裡還有六個妖怪，敬九靈元聖為尊，分別是猱獅、雪獅、狻猊、白澤、伏狸和摶象，武器分別是鐵蒺藜、三楞簡、悶棍、銅錘、鉞斧和鋼槍。他們全部都被孫悟空和他的同伴所殺。

#### 辟寒大王、辟暑大王、辟塵大王
辟寒大王、辟暑大王和辟塵大王是三個犀牛精，盤據在金平府青龍山玄英洞，武器分別是藤棍、鉞斧和大刀，他們偽裝成佛陀並偷去酥合香油吃。孫悟空、豬八戒和沙悟淨發現了這些假佛，但被三個妖魔逃脫並捉走唐三藏，最後這三個妖魔被孫悟空以及找來的幫手四木星君（角木蛟、斗木獬、奎木狼和井木犴）和摩昂太子（西海龍王太子）所擒拿。辟寒大王被井木犴咬殺、辟暑大王和辟塵大王被豬八戒斬首，六支犀牛角被鋸下來，四支進貢玉帝、一支留在金平府當除妖證明、一支帶去西天(但後續未見孫悟空向佛祖奉上犀牛角)。

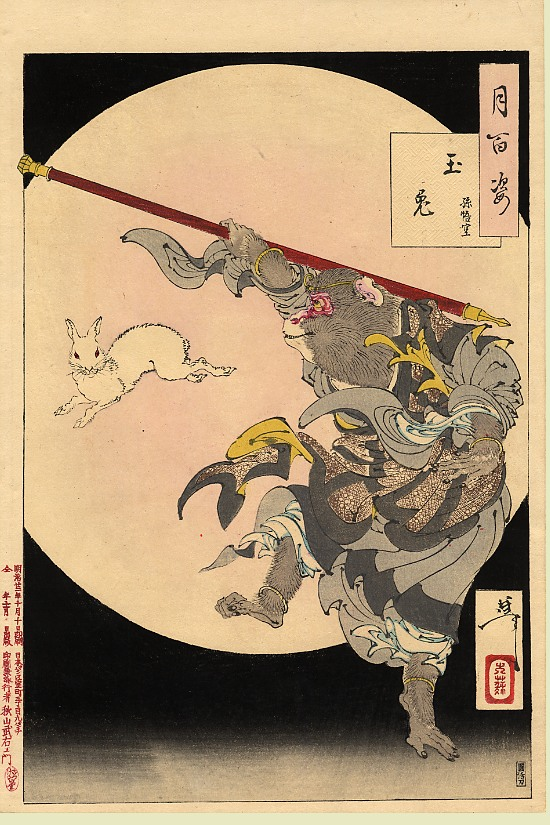
孫悟空與玉兔圖，由月岡芳年繪於1889年。

#### 玉兔精
玉兔精的真實身分為廣寒宮裡搗藥的玉兔，因為仙女素娥曾打過他，所以他對素娥懷恨在心。素娥後來轉世成為天竺的公主，於是玉兔下凡為妖，盤據在毛穎山稱王並使一條搗藥杵作武器，攝走天竺公主後冒充她的身分在宮中享樂。她遇到唐三藏後，希望唐三藏能娶她，這樣她就能吸取唐三藏的精氣以增強力量。孫悟空識破他的原形後與他戰鬥，後太陰星君出現阻止了這場打鬥，並把玉兔帶回廣寒宮。

#### 大黿
大黿是一隻在通天河上的巨黿，唐僧師徒第一次遇見他時，他載唐僧等人渡河，並希望唐僧能替他問佛祖還需修行多久才能修成正果化身成人。回程的時候大黿再度載唐僧師徒及經書過河，半途上問起這個承諾，然而早已遺忘此事的唐三藏無言以對，於是不高興的大黿身子一翻，把唐僧淹入水中。這個事件是唐僧取經所需歷經的八十一難中的最後一難。

## 神仙與反派總覽
| 部洲     | 地名                    | 到达回数   | 途中遇到的妖魔神仙                                     |
| -------- | ----------------------- | ---------- | ------------------------------------------------------ |
| 南赡部洲 | 唐朝双叉岭              | 第十三回   | 寅将军、熊山君、特处士                                 |
| 南赡部洲 | 两界山                  | 第十四回   | 五行山心猿                                             |
| 南赡部洲 | 西番哈咇国 蛇盘山鹰愁涧 | 第十五回   | 西海龙王三太子                                         |
| 西牛贺洲 | 观音禅院                | 第十六回   | 黑风山熊罴怪                                           |
| 西牛贺洲 | 乌斯藏国高老庄          | 第十八回   | 福陵山云栈洞猪刚鬣                                     |
| 西牛贺洲 | 浮屠山                  | 第十九回   | 乌巢禅师                                               |
| 西牛贺洲 | 黄风岭                  | 第二十回   | 黄风洞黄风怪                                           |
| 西牛贺洲 | 流沙河                  | 第二十二回 | 水怪沙悟净                                             |
| 西牛贺洲 | 莫家庄                  | 第二十三回 | 骊山老母、观音、文殊、普贤                             |
| 西牛贺洲 | 万寿山五庄观            | 第二十四回 | 镇元大仙                                               |
| 西牛贺洲 | 白虎岭                  | 第二十七回 | 白骨夫人                                               |
| 西牛贺洲 | 黑松林                  | 第二十八回 | 碗子山波月洞黄袍怪（奎木狼）                           |
| 西牛贺洲 | 宝象国                  | 第二十九回 | 碗子山波月洞黄袍怪（奎木狼）                           |
| 西牛贺洲 | 平顶山                  | 第三十二回 | 莲花洞金角大王、银角大王、压龙山九尾狐狸、狐阿七大王   |
| 西牛贺洲 | 宝林寺                  | 第三十六回 |                                                        |
| 西牛贺洲 | 乌鸡国                  | 第三十七回 | 狮猁王                                                 |
| 西牛贺洲 | 枯松涧                  | 第四十一回 | 火云洞圣婴大王                                         |
| 西牛贺洲 | 黑水河                  | 第四十三回 | 泾河龙王第九子鼍龙                                     |
| 西牛贺洲 | 车迟国                  | 第四十四回 | 虎力大仙、鹿力大仙、羊力大仙                           |
| 西牛贺洲 | 通天河                  | 第四十七回 | 莲花池金鱼                                             |
| 西牛贺洲 | 金皘（鸊、兜）山        | 第五十回   | 金皘（鸊、兜）洞独角兕                                 |
| 西牛贺洲 | 子母河                  | 第五十三回 | 解阳山聚仙庵如意真仙                                   |
| 西牛贺洲 | 西梁国                  | 第五十四回 | 琵琶洞蝎子精                                           |
| 西牛贺洲 | 草舍                    | 第五十八回 | 六耳猕猴                                               |
| 西牛贺洲 | 火焰山                  | 第五十九回 | 積雷山牛魔王、翠云山铁扇仙                             |
| 西牛贺洲 | 祭赛国                  | 第六十二回 | 乱石山碧波潭万圣龙王、九头虫                           |
| 西牛贺洲 | 荆棘岭木仙庵            | 第六十四回 | 十八公、孤直公、凌空子、拂云叟、杏仙                   |
| 西牛贺洲 | 小雷音寺                | 第六十五回 | 黄眉大王                                               |
| 西牛贺洲 | 驼罗庄                  | 第六十七回 | 红鳞大蟒                                               |
| 西牛贺洲 | 朱紫国                  | 第六十八回 | 赛太岁（金毛犼）                                       |
| 西牛贺洲 | 盘丝岭                  | 第七十二回 | 盘丝洞蜘蛛精                                           |
| 西牛贺洲 | 黄花观                  | 第七十三回 | 百眼魔君                                               |
| 西牛贺洲 | 狮驼国狮驼岭            | 第七十四回 | 狮驼洞青毛狮子怪、黄牙老象、云程万里鹏                 |
| 西牛贺洲 | 比丘国                  | 第七十八回 | 白鹿、白面狐狸                                         |
| 西牛贺洲 | 镇海禅林寺              | 第八十回   | 陷空山无底洞金鼻白毛老鼠精                             |
| 西牛贺洲 | 灭法国                  | 第八十四回 |                                                        |
| 西牛贺洲 | 隐雾山                  | 第八十五回 | 折岳连环洞南山大王                                     |
| 西牛贺洲 | 天竺国凤仙郡            | 第八十七回 |                                                        |
| 西牛贺洲 | 天竺国玉华县            | 第八十八回 | 竹节山九曲盘桓洞九灵元圣、豹頭山虎口洞黄狮精           |
| 西牛贺洲 | 天竺国金平府            | 第九十一回 | 青龙山玄英洞辟寒大王、辟暑大王、辟尘大王（俗稱犀牛精） |
| 西牛贺洲 | 天竺国百脚山布金禅寺    | 第九十三回 |                                                        |
| 西牛贺洲 | 天竺国都                | 第九十三回 | 蟾宫玉兔                                               |
| 西牛贺洲 | 天竺国铜台府地灵县      | 第九十六回 |                                                        |

## 史實人物
- 玄奘
- 唐太宗
- 魏徵（在西遊記中為人曹官，曾在夢中劍斬涇河龍王）
- 徐懋功
- 尉迟恭
- 秦琼
- 萧瑀
- 傅奕
- 殷开山
- 袁天罡
- 李淳風
- 李渊
- 李建成
- 李元吉
- 许敬宗
- 王珪
- 薛仁贵
- 劉弘基
- 段志贤
- 马三宝
- 程咬金
- 高士廉
- 张公谨
- 房玄龄
- 杜如晦

## 其他人物
- 赤尻馬猴：混世四猴之一，曉陰陽，會人事，善出入，避死延生。受封馬流元帥。
- 通臂猿猴：混世四猴之一，拿日月，缩千山，辨休咎，乾坤摩弄。受封崩巴將軍。對美猴王言說:「世間唯有佛、仙、神聖,三者可逃過輪迴,與天地齊壽。」，於是美猴王遂起尋訪長生之心。
- 袁守誠：袁天罡叔父，精通卜算能預知未來，是涇河龍王錯降雨事件的始作俑者。歷史上並無此人。
- 劉伯欽：身居雙叉嶺的獵戶，綽號震山太保。外出打獵時，正好遇見剛逃離寅將軍、熊山君、特處士劫難，卻又碰上老虎和大蛇包圍的唐三藏，於是出手相救、與老虎戰鬥一個時辰，終將老虎殺死，並請唐三藏到自家歇息。次日正好是劉伯欽父親的忌日，唐三藏替劉伯欽亡父誦經，成功超渡劉伯欽亡父，使其可以投胎到中華富地長者之家。後護送唐三藏到兩界山(即五行山)，與唐三藏一同見到了孫悟空，協助唐三藏上山撕帖，讓孫悟空得以擊碎兩界山脫困，就此與唐僧師徒告別。
- 寇員外：銅臺府地靈縣的富豪，本名寇洪，字大寬。40歲時立誓齋萬僧，並在門前掛著「萬僧不阻」四字大牌，唐僧四人正巧是最後的四位，圓滿萬僧之數的發願。怎料唐僧一行剛離去，寇員外家遭遇搶劫，自己也身死，享年64歲。寇員外之妻─張穿針兒將罪過遷怒至唐僧等人，告官誣陷他們殺人；同時間，唐僧一行也遇見搶劫的30多人盜匪，孫悟空以定身法輕易捉拿，一番盤問才得知昨晚慘案，唐僧便想把贓物交回，反被官兵當成人證物證，押到府城問罪坐牢。孫悟空先是假扮寇員外亡靈、刺史死去的伯父、玉帝差浪蕩遊神來分別斥責，令眾人不敢向唐僧無禮並賠罪；後去往冥府，從地藏王菩薩之處帶回寇員外的魂魄，將其起死回生，並增添12年壽命。

## 註記
1. ↑  近代以前，“他”字可指男女，不分性別。